# Cynthia McKinney
Cynthia Ann McKinney (Atlanta, 17 marzo 1955) è una politica e insegnante statunitense.

## Biografia
Cattolica ed esperta di legge e relazioni internazionali, Cynthia McKinney è figlia dell'uomo politico Billy McKinney, ex segretario di stato in Georgia. Fu proprio quest'ultimo che la convinse a candidarsi nel 1986 come deputata statale nonostante risiedesse in Giamaica: ottenne il 40% dei voti e non fu eletta. Maggior fortuna ebbe invece la candidatura di due anni dopo.
Nel 1992 venne eletta con il Partito Democratico rappresentante della Georgia al Congresso degli Stati Uniti d'America con il 73% dei voti. Confermò il seggio nel 1994 (66% dei consensi), nel 1996 (58%), 1998 (60,9%) e nel 2000 (61%); nel 2002 invece venne sconfitta nelle primarie dal giudice Denise Majette, che venne eletta al suo posto.
Al Congresso si distinse come una fervente pacifista: da parlamentare si oppose ad esempio alla guerra del Golfo. Nel 2004 tornò al Congresso con il 64% delle preferenze e chiese l'impeachment nei confronti di George W. Bush, Dick Cheney e Condoleezza Rice.
Nel 2006 si svolsero le primarie nel Partito Democratico inerenti al candidato da presentare al Congresso come rappresentante del 4º distretto della Georgia: la McKinney vinse, ma ottenne meno del 50% dei voti ed il candidato Hank Johnson, arrivato alle sue spalle, non sentì l'obbligo di ritirarsi. Nelle consultazioni vere e proprie Johnson prevalse nettamente sulla McKinney (59% a 41%).
Poco dopo questa sconfitta la McKinney annunciò la sua adesione al Partito dei Verdi e partecipò alle primarie per decidere il candidato dei greens nella corsa alla Casa Bianca nel 2008. Dopo essere stata eletta candidata del partito Verde partecipò alle elezioni del presidente degli stati uniti, prendendo lo 0,12% delle preferenze.